# 나자렛 예수 (미니시리즈)
《나자렛 예수》(Jesus Of Nazareth)는 이탈리아에서 제작된 프랑코 제페렐리 감독의 1977년 드라마, 가족 미니시리즈 영화이다. 로버트 파웰 등이 주연으로 출연하였고 빈센조 라벨라 등이 제작에 참여하였다. 1977년 3월 27일 이탈리아 채널 라이 1에서 초연되었으며 1977년 4월 3일 영국에서 처음 ITV 네트워크를 통해 방영되었다. 대중으로부터 긍정적인 평가를 받았다.

## 출연

### 주연
- 로버트 파웰

### 조연
- 앤 밴크로프트
- 어네스트 보그나인
- 클라우디아 카르디날레
- 발렌티나 코르테스
- 제임스 파렌티노
- 제임스 얼 존스
- 스테이시 키치
- 토니 로 비안코
- 제임스 메이슨
- 이안 맥쉐인
- 로렌스 올리비에
- 도널드 플레젠스
- 크리스토퍼 플러머
- 앤서니 퀸
- 페르난도 레이
- 랠프 리처드슨
- 로드 스테이거
- 피터 유스티노프
- 마이클 요크
- 올리비아 핫세

## 기타
- 협력프로듀서: 다이슨 로벨
- 미술: 지아니 콰란타
- 의상: 마르셀 에스코피어
- 의상: 엔리코 사바티니